# Per August Wersén

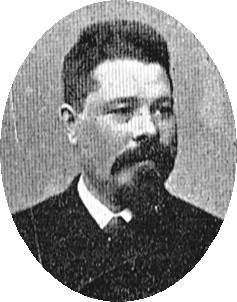
Per August Wersén.

Per August Wersén, född 18 januari 1851 i Värsås socken, död 4 maj 1922 var en svensk byggmästare.

## Biografi
Per August Wersén kom till Stockholm i början av 1870-talet och studerade vid Slöjdskolan 1873–1874. Han var en av många bondpojkar, som hemma lärt sig snickra och bygga för husbehov och sedan flyttat till Stockholm för att profitera av den pågående byggrushen i huvudstaden under slutet av 1800-talet. 
Den 11 februari 1891 blev han godkänd av Stockholms byggnadsnämnd. Han verkade dock redan 1884 som byggmästare i staden. Ibland uppträdde han även som byggherre och fastighetsägare ensam eller tillsammans med sonen, byggnadsingenjören Jakob Wersén (1876-1938). 1910 var han med sin familj bosatt vid Sveavägen 96 (fastigheten Palmträdet 7) där sonen uppges som byggherre och fastighetsägare och han själv som byggmästare. Till arkitekt anlitade de Dorph & Höög. Huset stod färdigt 1904.
Per August Wersén fann sin sista vila på Norra begravningsplatsen där han gravsattes i familjegraven den 11 maj 1922.

### Uppförda nybyggen (urval)
I kronologisk ordning. Kvartersbeteckningar och gatuadresser enligt Stockholms byggnadsnämnd - Anteckningar om Stockholms byggmästare (1897), de kan ha ändrad sig fram till idag.
- Karlavagnen 12, Vegagatan 15 (1884-1885)
- Nebulosan 6, Västmannagatan 33 (1886-1887)
- Renen 18, Vallhallavägen 112 (1887)
- Västergötland 20, Götgatan 30 (1889-1890)
- Västergötland 19, Högbergsgatan 40 (1890-1891)
- Hästen 5, Hamngatan 20A (1891)
- Linden 15, Floragatan 9 (1892-1893)
- Midgård 22, Dalagaten 70 (1894-1895)
- Krabaten 2, Strandvägen 15 (1895-1896)
- Eken 7, Villagatan 5-7 (1899-1901)
- Palmträdet 7, Sveavägen 96 (1903-1904)

### Bilder, uppförda nybyggen (urval)

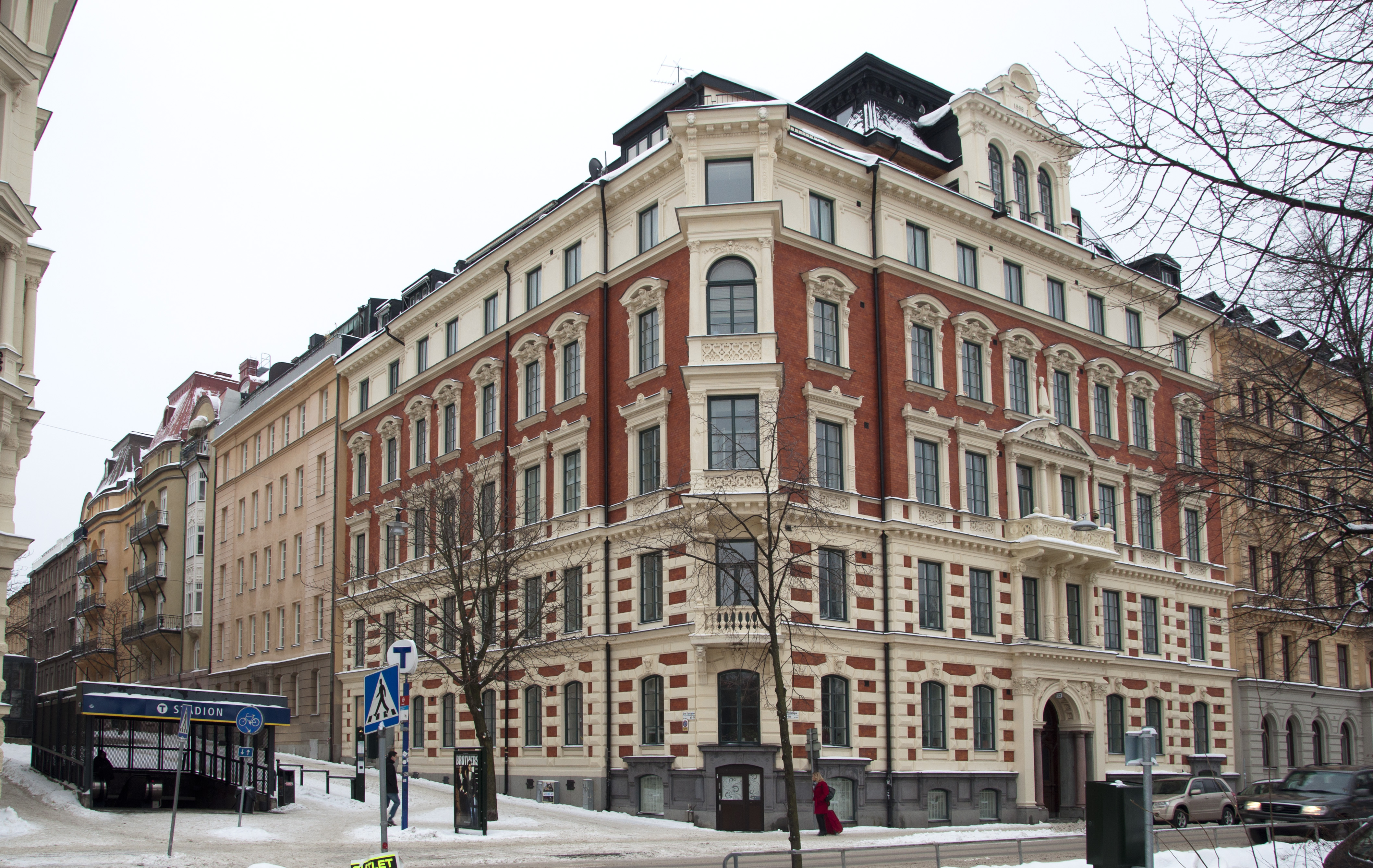
Renen 18.
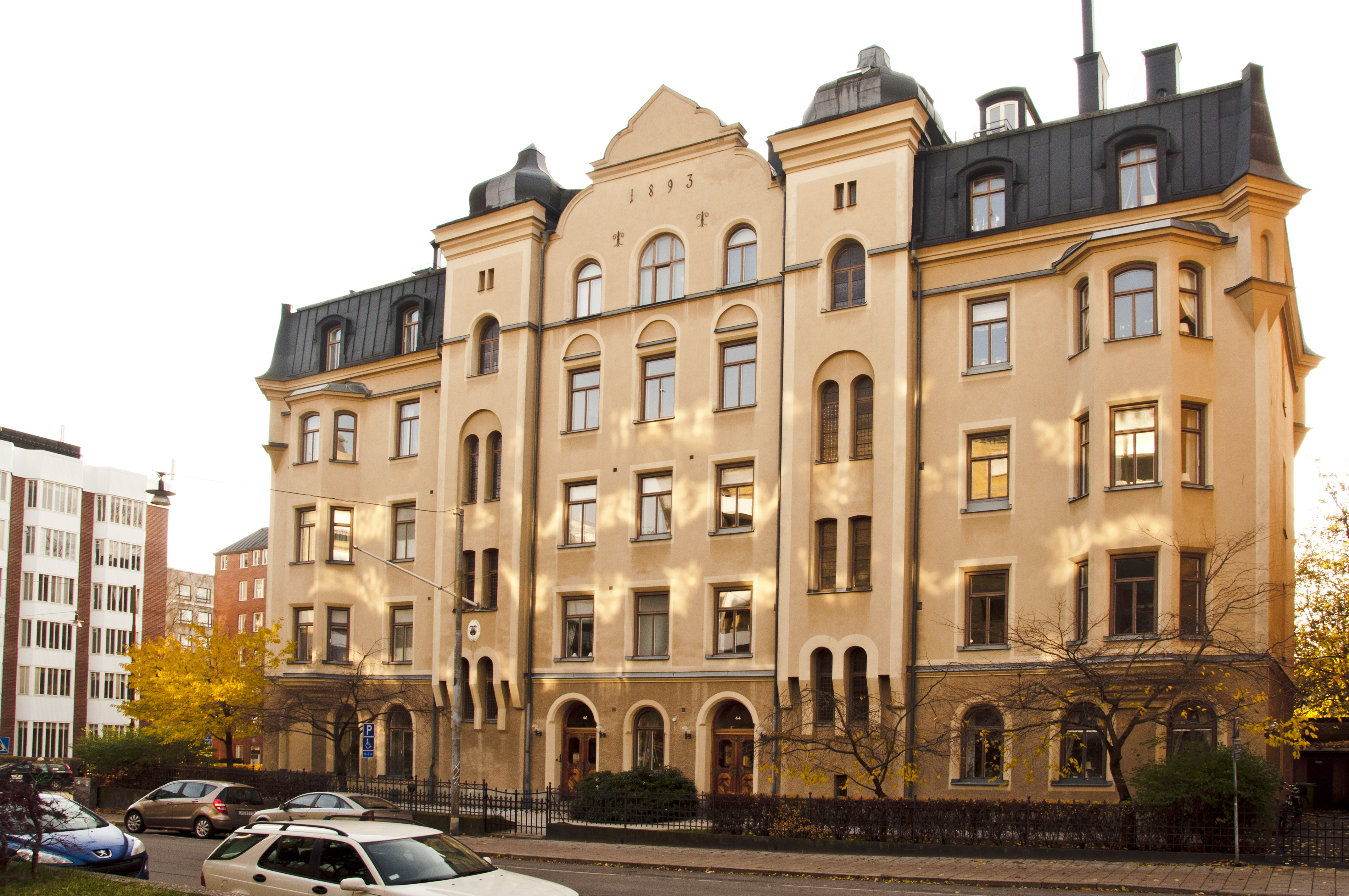
Linden 15.
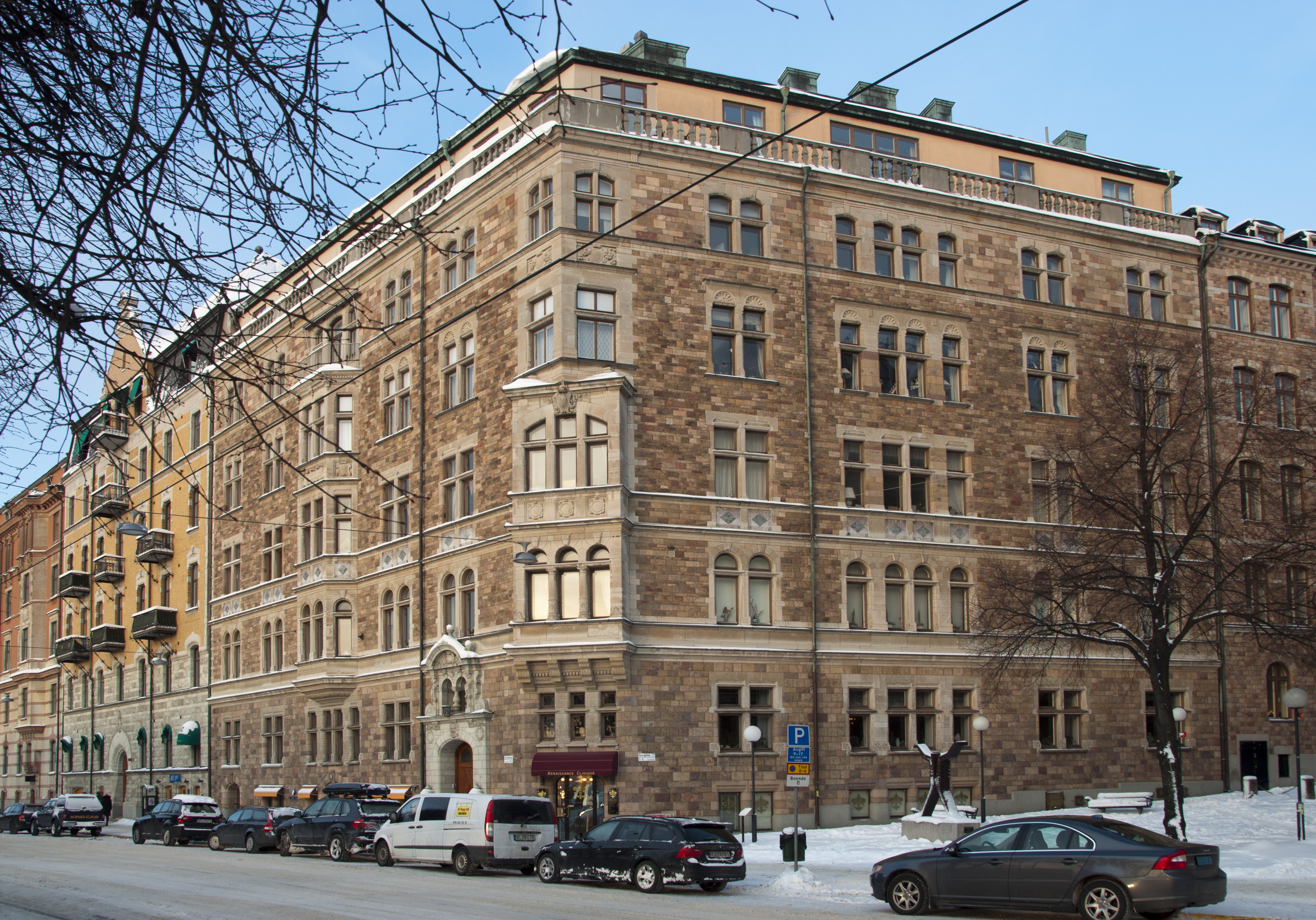
Krabaten 2.
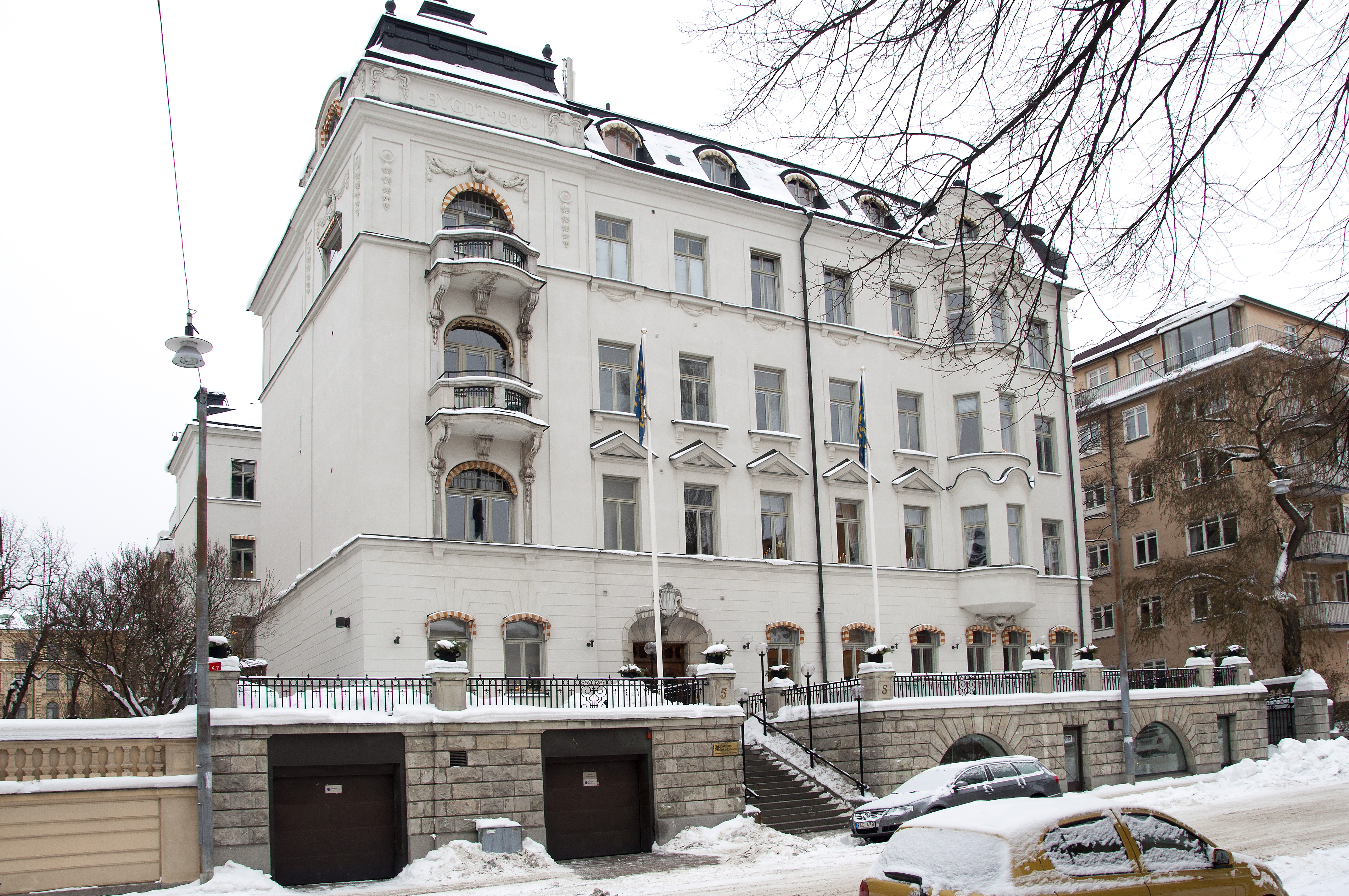
Eken 7.